# Дендерлеу
Дендерлеу (на нидерландски: Denderleeuw) е община в Северна Белгия, окръг Алст на провинция Източна Фландрия. Разположена е по левия бряг на река Дендер. Състои се от три населени пункта: основният – Дендерлеу и неголемите селища Идергем и Веле (двете последни влизат в състава на общината през 1977 г.). Населението е около 17 400 души (2006).
Дендерлеу е важен жп възел с голяма железопътна станция.